# Nashville City Center
Das Nashville City Center ist ein Wolkenkratzer in Nashville, Tennessee. Es hat eine Gesamthöhe von 123 m und 27 Etagen. Es ist zurzeit das sechsthöchste Gebäude in Nashville.
Im August 2008 wurde das Nashville City Center für 84 Millionen US-Dollar an Parmenter Realty Partners verkauft. Der Vertrag beinhaltet eine Option ein weiteres Gebäude mit dem Namen Nashville City Center II zu errichten.

## Mieter (Auswahl)
- First Tennessee Bank
- Verwaltung des Justizministeriums des Staates Tennessee